# Jindřichov (okres Šumperk)
Jindřichov (německy Heinrichsthal) je obec v okrese Šumperk v Olomouckém kraji. Žije v něm přibližně 1 100 obyvatel.

## Historie
První písemná zmínka o Habarticích, nejstarší doložené vesnici dnešní obce, pochází z roku 1351. Samotný Jindřichov vznikl na katastrálním území Pustých Žibřidovic po roce 1862, kdy byla z tamějšího mlýna vybudována papírna. Obcí se stal Jindřichov v roce 1949, kdy k němu byly připojeny Pusté Žibřidovice s částmi Sklená a Potůčník a vesnice Pleče, která byla součástí Habartic. V roce 1953 byl Potůčník připojen k Hanušovicím. V roce 1976 byly k Jindřichovu připojeny Nové Losiny s osadami Labe a Josefová (tato osada po válce v podstatě zanikla) a Habartice s osadou Rudkov, dále byl připojen Pekařov, do té doby část obce Bukovice, které byly v tomto roce připojeny k Velkým Losinám.

## Přírodní poměry
V katastrálních územích Habartice u Jindřichova a Pleče leží přírodní památka Pod Rudným vrchem

## Obyvatelstvo
| Rok            | 1869  | 1880  | 1890  | 1900  | 1910  | 1921  | 1930  | 1950  | 1961  | 1970  | 1980  | 1991  | 2001  | 2011  | 2021  |
| -------------- | ----- | ----- | ----- | ----- | ----- | ----- | ----- | ----- | ----- | ----- | ----- | ----- | ----- | ----- | ----- |
| Počet obyvatel | 2 974 | 3 129 | 3 262 | 3 240 | 3 349 | 2 986 | 3 228 | 1 572 | 1 944 | 1 700 | 1 483 | 1 309 | 1 403 | 1 241 | 1 044 |
| Počet domů     | 454   | 462   | 473   | 512   | 519   | 529   | 589   | 527   | 324   | 301   | 278   | 277   | 303   | 331   | 342   |

| Rok            | 1869 | 1880 | 1890 | 1900 | 1910 | 1921 | 1930 | 1950 | 1961 | 1970 | 1980 | 1991 | 2001 | 2011 | 2021 |
| -------------- | ---- | ---- | ---- | ---- | ---- | ---- | ---- | ---- | ---- | ---- | ---- | ---- | ---- | ---- | ---- |
| Počet obyvatel | 164  | 179  | 443  | 333  | 320  | 208  | 359  | 322  | 935  | 669  | 795  | 799  | 963  | 759  | 798  |

## Obecní správa

### Části obce
- Jindřichov (k. ú. Pleče a částečně i Pusté Žibřidovice)
- Habartice (k. ú. Habartice u Jindřichova)
- Nové Losiny (k. ú. Nové Losiny a Labe)
- Pusté Žibřidovice (k. ú. Pusté Žibřidovice, Pekařov a Sklená)

### Obecní symboly
Znak a vlajka byly obci uděleny rozhodnutím předsedy Poslanecké sněmovny Parlamentu České republiky dne 23. listopadu 1995.

## Pamětihodnosti
Na jižním okraji vesnice se na ostrožně nad soutokem potoka Staříče s řekou Brannou dochovala zřícenina hradu Pleče postaveného ve čtrnáctém století.